# گاو آلبانیایی
گاو آلبانیایی نژاد گاوی است که در آلبانی پرورش میابد. این گاو بیشتر برای محصولات لبنی شیر آن نگهداری می‌شود.